# Eurhopalothrix seguensis
Eurhopalothrix seguensis é uma espécie de formiga do gênero Eurhopalothrix, pertencente à subfamília Myrmicinae.